# Hewlett Packard HP-9810
Hewlett Packard HP-9810 (HP-9810) је професионални рачунар фирме Хјулит Пакард (Hewlett Packard) који је почео да се производи у Сједињеним Америчким Државама током 1971. године.
Користио је серијску 16-битну микропроцесорску јединицу а RAM меморија рачунара је имала капацитет од 51 регистар и 500 програмских корака.

## Детаљни подаци
Детаљнији подаци о рачунару HP-9810 су дати у табели испод.
|                       | |
| [ 1 ]                 | |
| Произвођач            | Хјулит Пакард |
| Тип                   | професионални рачунар |
| Меморија              | 51 регистар и 500 програмских корака                                                                                       |
| Поријекло             | Сједињене Америчке Државе                                                                                                  |
| Година                | 1971 |
| Тастатура             | 75 тастера у 3 сегмента |
| Процесор              | серијски 16-битни |
| Фреквенција процесора | непознато |
| RAM                   | 51 регистар и 500 програмских корака                                                                                       |
| ROM                   | непознато |
| Текст                 | 3 линија са 15 нумеричких знакова свака.                                                                                   |
| Графика               | нема |
| Боја                  | |
| Звук                  | централни процесор управља са њиме, пиезоелектрични звучник, 1 тон са фиксном фреквенцијом и трајањем преко Бејсик команде |
| Димензије             | 49,5 (ширина) x 40,6 (дубина) x 17,8 (висина) / 15,4                                                                       |
| Портови               | |
| Оперативни систем     | |